# Dunito
O dunito é uma rocha ígnea plutónica, de textura fanerítica, ultramáfica, com mais de 90% olivina ((Mg,Fe)2SiO4), podendo apresentar algumas piroxenas na sua composição. O dunito resulta da diferenciação de magmas por cristalização fraccionada, concentrando os minerais mais pesados e refratários, com mais alta temperatura de fusão, que cristalizam precocemente na câmara magmática. A concentração desses minerais ocorre por gravidade, com os minerais pesados afundando no magma em resfriamento e concentrando-se em camadas junto ao fundo.